# Gravieripus asper
Gravieripus asper är en mångfotingart som beskrevs av Ulf Scheller 1974. Gravieripus asper ingår i släktet Gravieripus och familjen Eurypauropodidae. Inga underarter finns listade i Catalogue of Life.